# La Espero
La Espero ('de hoop') is het 'volkslied' van Esperanto. De tekst is geschreven door Lejzer Zamenhof (1859-1917), de oorspronkelijke bedenker van de taal Esperanto. Het wordt nu gewoonlijk gezongen op muziek gecomponeerd door Félicien Menu de Ménil.

## Tekst
| En la mondon venis nova sento, tra la mondo iras forta voko; per flugiloj de facila vento nun de loko flugu ĝi al loko. Ne al glavo sangon soifanta ĝi la homan tiras familion: al la mond' eterne militanta ĝi promesas sanktan harmonion. Sub la sankta signo de l' espero kolektiĝas pacaj batalantoj, kaj rapide kreskas la afero per laboro de la esperantoj. Forte staras muroj de miljaroj inter la popoloj dividitaj; sed dissaltos la obstinaj baroj, per la sankta amo disbatitaj. Sur neŭtrala lingva fundamento, komprenante unu la alian, la popoloj faros en konsento unu grandan rondon familian. Nia diligenta kolegaro en laboro paca ne laciĝos, ĝis la bela sonĝo de l' homaro por eterna ben' efektiviĝos. | In de wereld is een nieuw gevoel gekomen, door de wereld gaat een sterke roep; op vleugels van een lichte bries moge hij nu van plek naar plek vliegen. Niet naar het bloeddorstige zwaard trekt hij de familie der mensen: aan de eeuwig oorlogvoerende wereld belooft hij heilige harmonie. Onder het heilige teken van de hoop verzamelen zich strijders voor de vrede, en de zaak groeit snel door het werk van degenen die hoop hebben. Stevig staan er muren sinds millennia tussen de verdeelde volkeren; maar de hardnekkige barrières zullen uiteenspringen, door de heilige liefde uiteengeslagen. Op het fundament van een neutrale taal, elkaar begrijpend, zullen de volkeren eensgezind vormen één grote familiekring. Onze ijverige collega's zullen het vredeswerk niet moe worden, totdat de mooie droom van de mensheid van eeuwige zegen zal worden gerealiseerd. |